# Corvette C6 Z06-R GT3

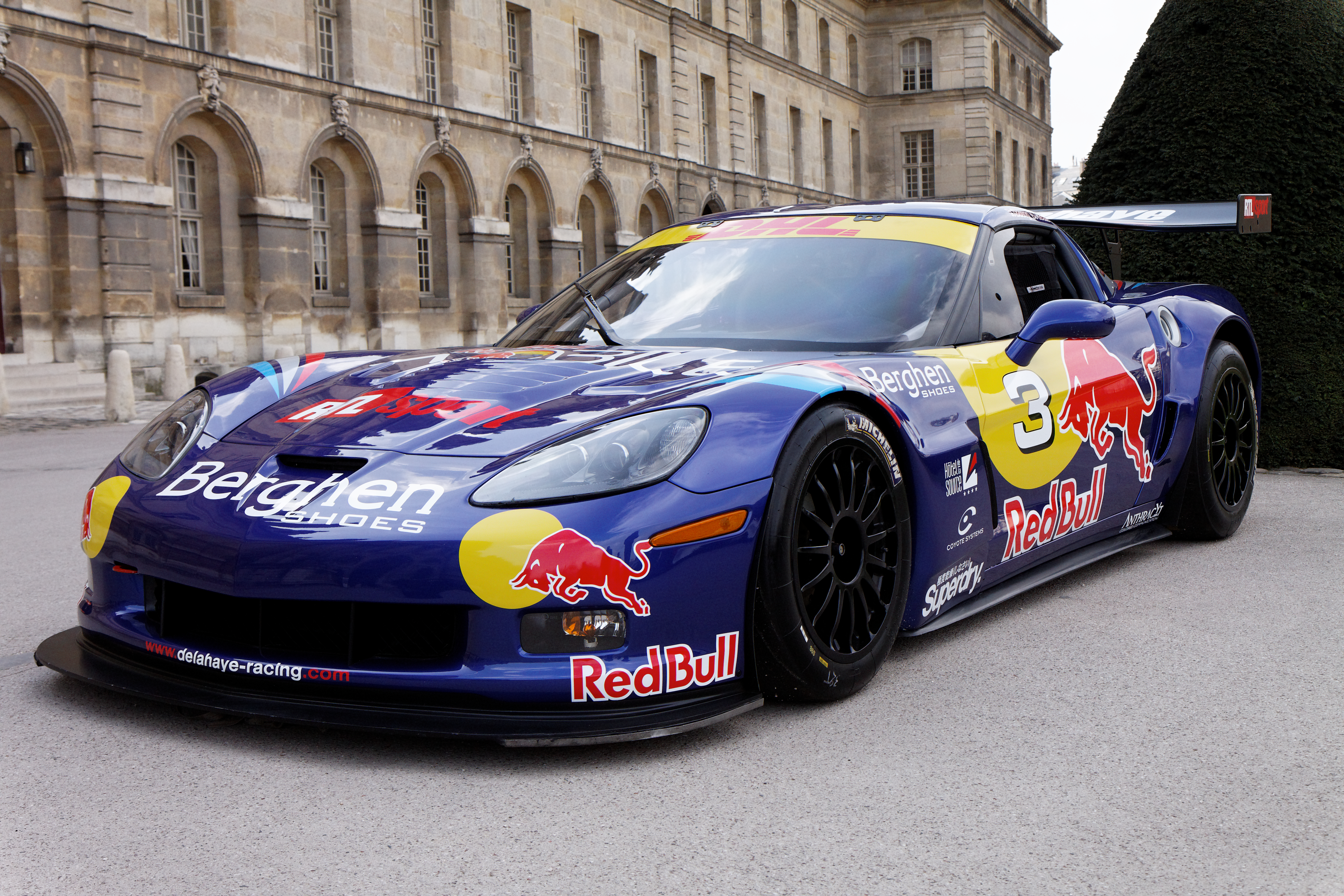
Corvette C6 Z06-R GT3 der Europameisterschaft 2011

Die Corvette C6 Z06-R GT3 basiert auf der normalen Serien-Z06 der Corvette C6. Im Jahre 2005 wurde im Auftrag von Carsport Holland (Toine Hezemans) die Z06-R durch den Tuner Ernst Wöhr entwickelt. Bei seiner Firma "Callaway Competition" in Leingarten werden die Serienfahrzeuge zur Z06-R GT3 umgebaut. Diese Rennversion ist ausschließlich für die FIA-Rennserien nach GT3-Reglement bestimmt. 

## Technik
Äußerlich gleicht die Z06-R GT3 der originalen Z06, wurde aber im Windkanal aerodynamisch getestet. Das originale Aluminiumchassis wurde durch eines aus Stahl ersetzt, um die Schweißbarkeit mit der Sicherheitszelle nach FIA-Norm zu ermöglichen. Die Serienräder wurden durch Magnesium-Räder von OZ mit Zentralverschluss ersetzt, bestückt mit Slicks (30/65-18 vorne und 31/71-18 hinten). Es wurde eine Plexiglas-Heckscheibe sowie ein pneumatisches Wagenhebesystem installiert. Den Motor baute APP Racing Engines in den Niederlanden. Er hat eine spezielle Trockensumpfschmierung, CP-Kolben und eine spezielle Nockenwelle. Die Höchstdrehzahl liegt mit ca. 6300/min niedriger als die Serienversion (7000/min), eine höhere Drehzahl ist aber im GT3 nicht notwendig, da die Leistung des Motors durch einen FIA-Luftmengenbegrenzer begrenzt wird.

## Motor
Obwohl der Motor und damit die Leistung fast dem Serienfahrzeug entspricht, hat das  Fahrzeug dank leichterer Karosserie aus kohlenstofffaserverstärktem Kunststoff, sequenziellem Getriebe und dem verbesserten Renn-Fahrwerk ein besseres Fahrverhalten.
Der sieben Liter große V-Motor mit acht Zylindern leistet mit 540 PS (397 kW) etwa 30 PS (22 kW) mehr als ein LS7-Serienmodell. Das maximale Drehmoment von 650 Nm ist im Vergleich zur normalen Z06 mit 637 Nm auch ähnlich. Dafür wiegt die Z06-R fast 200 kg weniger. Mit einem Leergewicht knapp über 1200 kg und zusammen mit dem sequenziellen Getriebe beschleunigt die GT3-Corvette aus dem Stand in 3,9 Sekunden auf 100 und in 10,2 Sekunden auf 200 km/h. Mit der normalerweise eingebauten Übersetzung ist eine Höchstgeschwindigkeit von 285 km/h möglich, kann jedoch mit anderen Zahnrädern im Getriebe und somit veränderten Getriebeübersetzung auf 320 km/h erhöht werden.
Für die Saison 2012 wurde durch App Racing Engines ein neuer 6,2-Liter-V8-Rennmotor auf Basis des LS3 entwickelt.

## Fahrwerk
Seit der Saison 2008 hat auch die Corvette ein sequentielles 6-Gang-Getriebe von Hewland. Die Serientanks wurden durch FT3-Sicherheitstankzellen aus Aramid mit Schnelltanksystem ersetzt. Das Fahrwerk ist mit Schraubenfedern anstatt mit Blattfedern ausgestattet. Die Karosserie wurde aufgrund der großen Raddurchmesser und Felgenbreiten durch eigenentwickelte Kotflügel aus kohlenstofffaserverstärktem Kunststoff verbreitert. Zusätzlich wurden für mehr Abtrieb ein Frontsplitter sowie ein Heckflügel angebracht. Das Homologationsgewicht beträgt 1.272 kg. Je nach aktueller FIA Balance of Performance-Regelung kann das Renngewicht durch Zusatzballast erhöht werden.

## Erfolge
Ziel von Wöhr war es ein Fahrzeug zu konstruieren, dass mit gut aufeinander abgestimmten Motor, Fahrwerk und Bremsen auch ein Gastfahrer leichter zu beherrschen ist als die leistungsstärkeren Werksfahrzeuge der Gruppe GT1. Ein zusätzlicher Schalldämpfer lässt sich bei Bedarf wieder ausbauen. Wegen der verschiedenen Lärmvorschriften wird ein 98-Dezibel-Endschalldämpfer für manche Tracktests verwendet; normalerweise entwickelt der Rennwagen 110 Dezibel.
In der FIA-GT3-Europameisterschaft 2008 war dieses Team mit den Piloten James Ruffier und Arnaud Peyroles fast unschlagbar. Mit elf Punkten Vorsprung sicherten sich die beiden Franzosen im Z06R GT3 beim Saisonfinale auf dem Dubai Autodrome den Europameistertitel. Damit setzten sie die Erfolgsgeschichte der von Callaway entwickelten und aufgebauten Corvette in der hart umkämpften GT3-EM fort. Mit dem Gewinn der EM-Teamwertung 2007, der Fahrer-Vizemeisterschaft 2007 und dem Titelgewinn 2008 ist „Martini Callaway Racing“ das erfolgreichste Team in der seit 2006 ausgefahrenen FIA-GT3-Europameisterschaft. 
Hier ein kurzer Überblick:

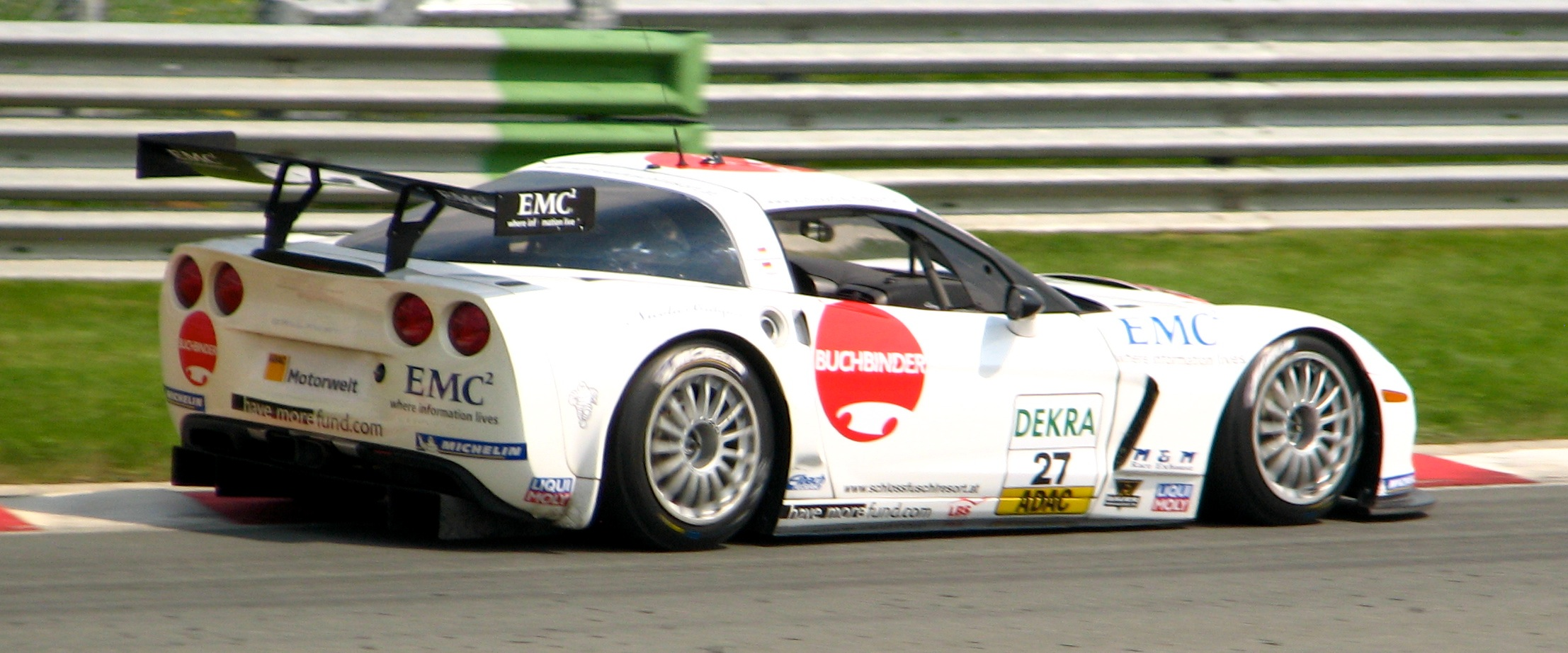
Corvette von Sven Hannawald im ADAC GT Masters

- 2007: Team-Meister / Champion in der FIA GT3-Europameisterschaft
- 2007: Vize-Fahrer-Meister in der FIA GT3-Europameisterschaft
- 2008: Dritter Platz als Team-Meister in der FIA GT3-Europameisterschaft
- 2008: Arnaud Peyroles und James Ruffier Fahrer-Meister in der FIA GT3-Europameisterschaft
- 2009: Vize-Fahrer-Meister in der ADAC GT Masters
- 2009: Team-Meister in der ADAC GT Masters
- 2010: Daniel Keilwitz und Christian Hohenadel Fahrer-Meister in der FIA GT3-Europameisterschaft
- 2013: Daniel Keilwitz und Diego Alessi Fahrer-Meister in der ADAC GT Masters

## Technische Daten
| Technische Daten      | Corvette Z06-R GT3  | Corvette Z06 (Serie)  |
| Motor                 | LS7 V8 7.0 Liter    | LS7 V8 7.0 Liter      |
| kW (PS) bei 1/min     | 397 (540)/6400      | 377 (512)/6300        |
| Literleistung         | 77,1 PS/Liter       | 73 PS/Liter           |
| Nm bei 1/min          | 650                 | 637                   |
| Getriebe              | 6-Gang sequentiell  | 6-Gang manuell        |
| Reifen vorne / hinten | 30-65-18 / 31-71-18 | 275-35-18 / 325-30-19 |
| Reifenhersteller      | Michelin            | Goodyear              |
| Länge/Breite/Höhe     | 4545/1927/1190 mm   | 4459/1927/1246 mm     |
| Leergewicht           | 1272 kg             | 1418 kg               |
| Leistungsgewicht      | 2,36 kg/PS          | 2,77 kg/PS            |
| Tankvolumen           | 100 Liter           | 69 Liter              |
| Treibstoff            | FIA Rennbenzin 102  | Super Plus            |
| Fahrzeugpreis (2009)  | 265'000.-- €        | 88'000.-- €           |

## Fahrleistungen
| Messwerte                 | Corvette Z06-R GT3 | Corvette Z06 (Serie) |
| Beschleunigung 0–100 km/h | 3,9 s              | 3,9 s                |
| Beschleunigung 0–200 km/h | 10,1 s             | 11,9 s               |
| Bremsweg aus 100–0 km/h   | ca. 28 m           | 34,9 m               |
| Höchstgeschwindigkeit     | 295–320 km/h       | 320 km/h             |